# 벨기에의 강간
벨기에는 강간률이 가장 높은 국가 중 하나로 보고되고 있다. UNODC의 자료에 따르면, 2004년 벨기에 경찰이 기록한 강간 발생률은 10만명당 28.4명이었으며, 2008년에는 10만명당 29.5명이었다.